# Cornus sessilis
Cornus sessilis (дерен американський) — вид квіткових рослин із родини деренових (Cornaceae).

## Морфологічна характеристика
Це дерево чи кущ до 5 метрів заввишки. Стебла поодинокі; кора пробкова; гілки вкраплені темно-бордовими, коричневими або червоними плямами; гілочки зелені, густо притиснуто-запушені. Листкова ніжка 5–10 мм, запушена; листкова пластинка еліптична, 4–9 × 2–4 см, абаксіально жовто-зелена, притиснуто-волосиста, пучки прямовисних волосків у пазухах вторинних жилок, адаксіально темно-зелена, рідко притиснуто-волосиста, верхівка гостра чи коротко загострена. Суцвіття 10–15-квіткові. Квітки: гіпантій вузько-конічний, притиснуто-запушений; чашолистки 0.1–0.5 мм; пелюстки зеленувато-жовті, ланцетні, 3–4 мм. Кістянки дозрівають від зелених до жовтих, червоних, потім фіолетово-чорних, еліпсоїдні, 10–15 × 5–7.5 мм; кісточка широко веретеноподібна, 8–12 × 4–6 мм. 2n = 20.

## Середовище проживання
Каліфорнія, Орегон. Населяє вологі яри та береги струмків; на висотах 60–2000 метрів.

## Використання
Рослина, ймовірно, збирається з дикої природи для місцевого використання в якості їжі й іноді вирощують як декоративну рослину.

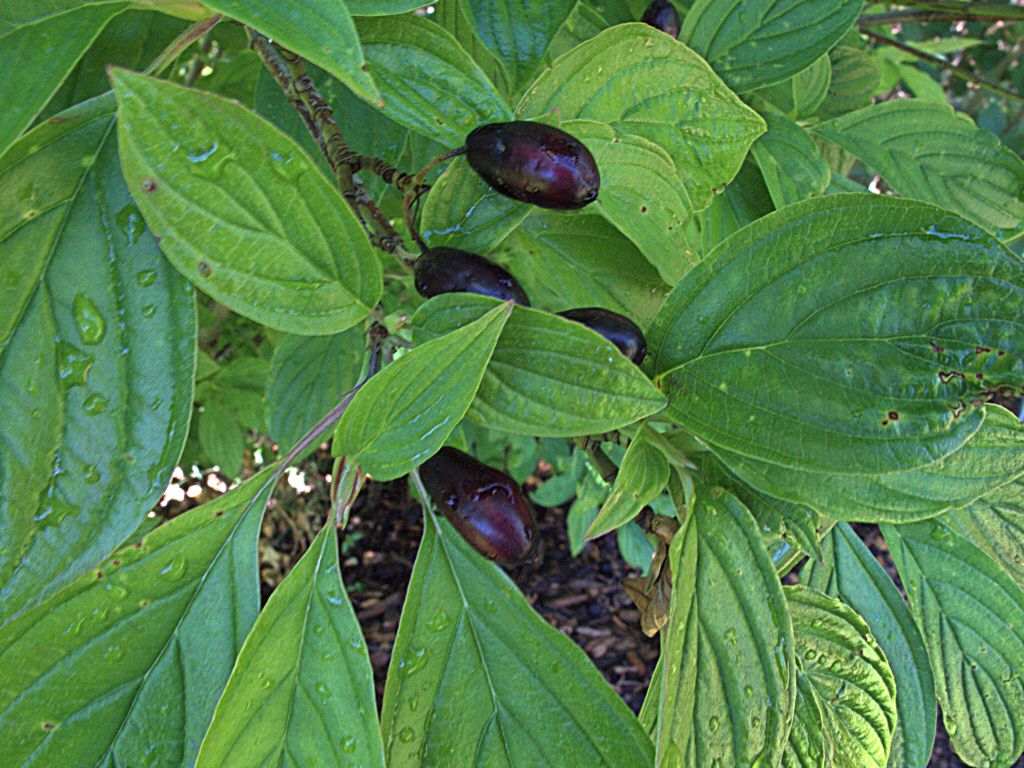
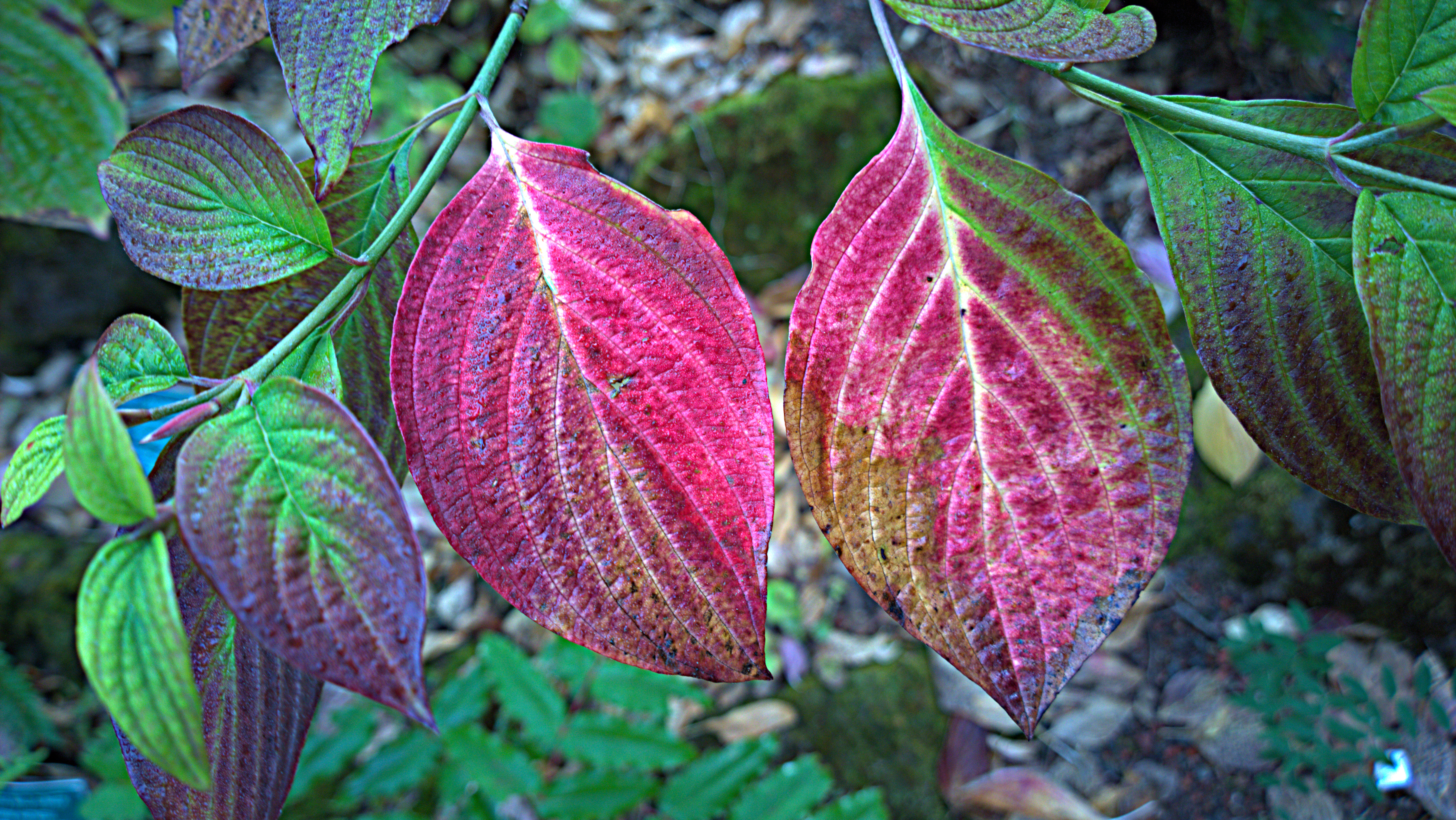
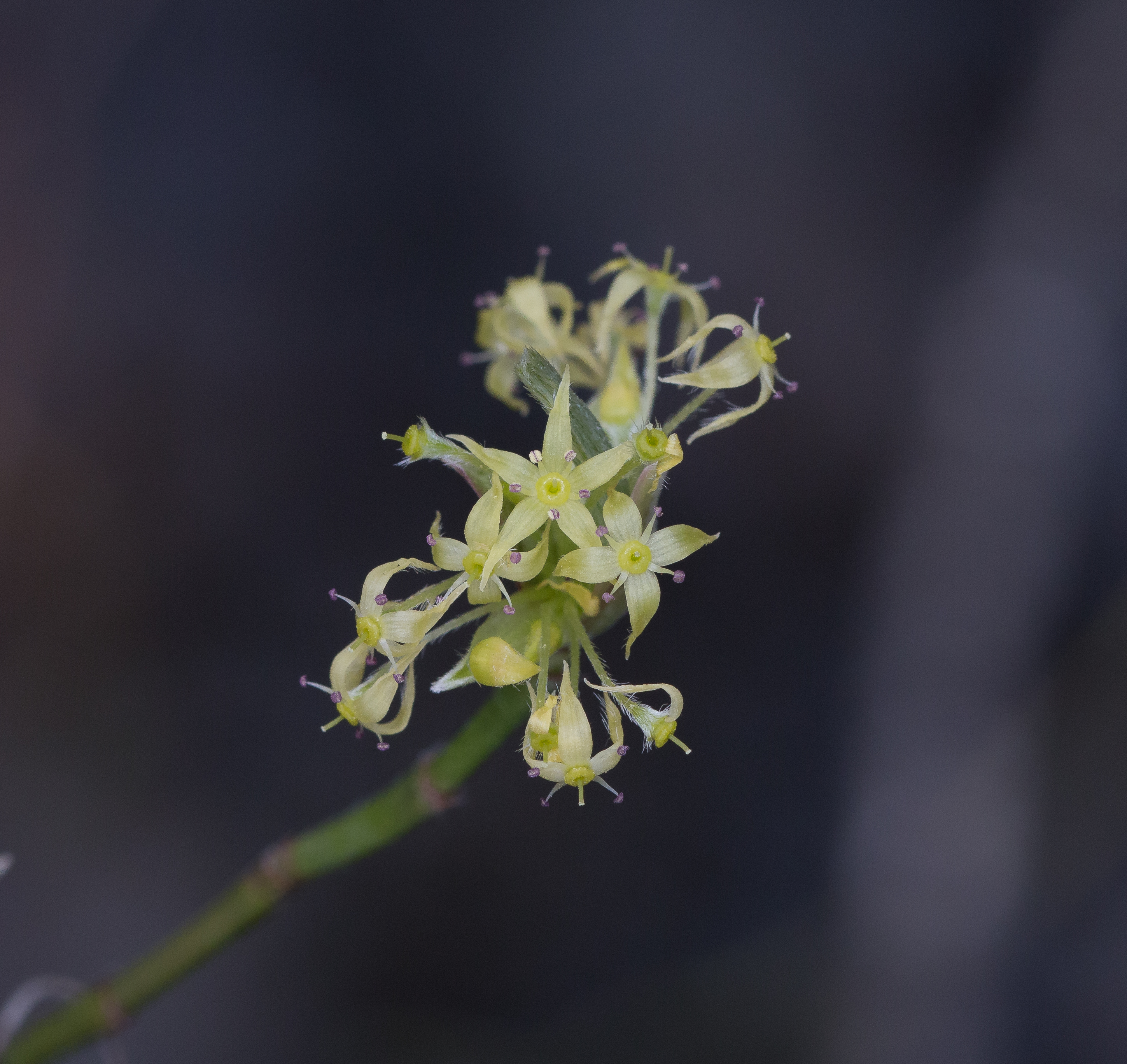
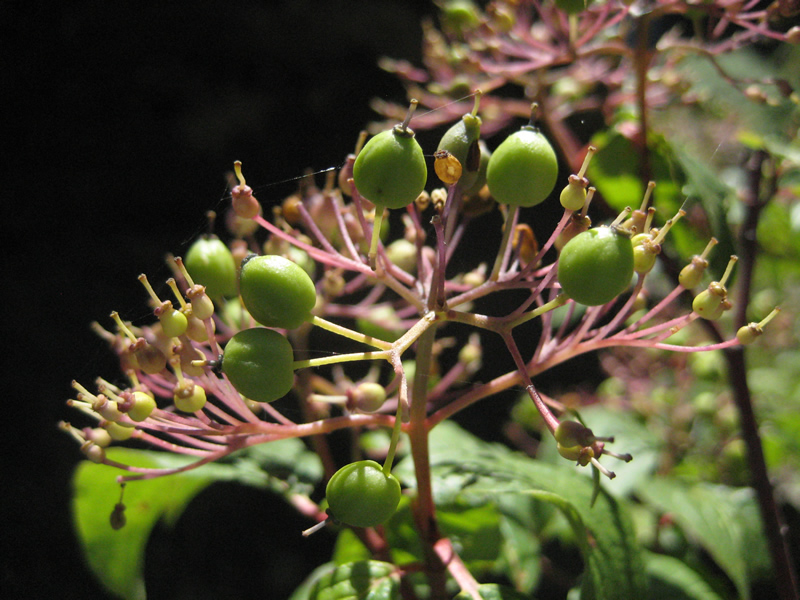